# Carmen Zuleta
Carmen Auxiliadora Zuleta de Merchán (Maracaibo; 13 de diciembre de 1947) es una abogada y jueza venezolana. Actualmente es magistrada emérita del Tribunal Supremo de Justicia de Venezuela.

## Carrera
Zuleta se graduó como doctora en la Universidad del Zulia y ha cursado estudios en la Universidad de Bologna, en Italia, y en Universidad de La Sorbonne, en Francia. Ha ocupado nueve cargos académicos en la Universidad del Zulia y ha trabajado tanto en el Ministerio del Trabajo como en el Tribunal Supremo de Justicia desde 1999.
Carmen se desempeña como magistrada de la Sala Constitucional del Tribunal Supremo de Justicia desde 2005. Fue ratificada en el cargo por un período de 12 años por la Asamblea Nacional de mayoría oficialista.
En julio de 2014, el abogado penalista Morly Uzcátegui, de Maracaibo, denunció a Zuleta por uso de influencias a su beneficio cuando reclamó la propiedad de un terreno en la urbanización Isla Dorada en la ciudad. Según Uzcátegui, su defendida, identificada como Sonsiles Medina Chávez, construyó una casa en el terreno, que durante más de veinte años habría estado abandonado, y Carmen posteriormente reclamó la propiedad.
El 1 de noviembre de 2016 integró parte de la delegación venezolana en Ginebra, en Suiza, ante el Examen Periódico Universal realizado por el Consejo de Derechos Humanos de las Naciones Unidas, cuyo objetivo es la evaluación con los compromisos en derechos humanos.

## Sanciones
El 30 de marzo de 2018 fue sancionada por el gobierno de Panamá al ser considerada de "alto riesgo por blanqueo de capitales, financiamiento del terrorismo y financiamiento de la proliferación de armas de destrucción masiva".